# Verkiezingen voor het Europees Parlement 2014/Kandidatenlijst/PTB-GO!
Dit is de kandidatenlijst van de Belgische PTB-GO! voor de Europese verkiezingen van 2014.

## Effectieven
1. Aurélie Decoene
2. Christian Panier
3. François D'Agostino
4. Céline Caudron
5. Incoronata Baldassarre
6. Ghislain Mignon
7. Sofia Grigorean
8. Marco Antonio de Lera Garcia

## Opvolgers
1. David Pestieau
2. Lizz Printz
3. Dino Calà
4. Yasmina Messaoudi
5. Alain Caufriez
6. Léa Tuna